# Chemin de fer de Foulain à Nogent-en-Bassigny

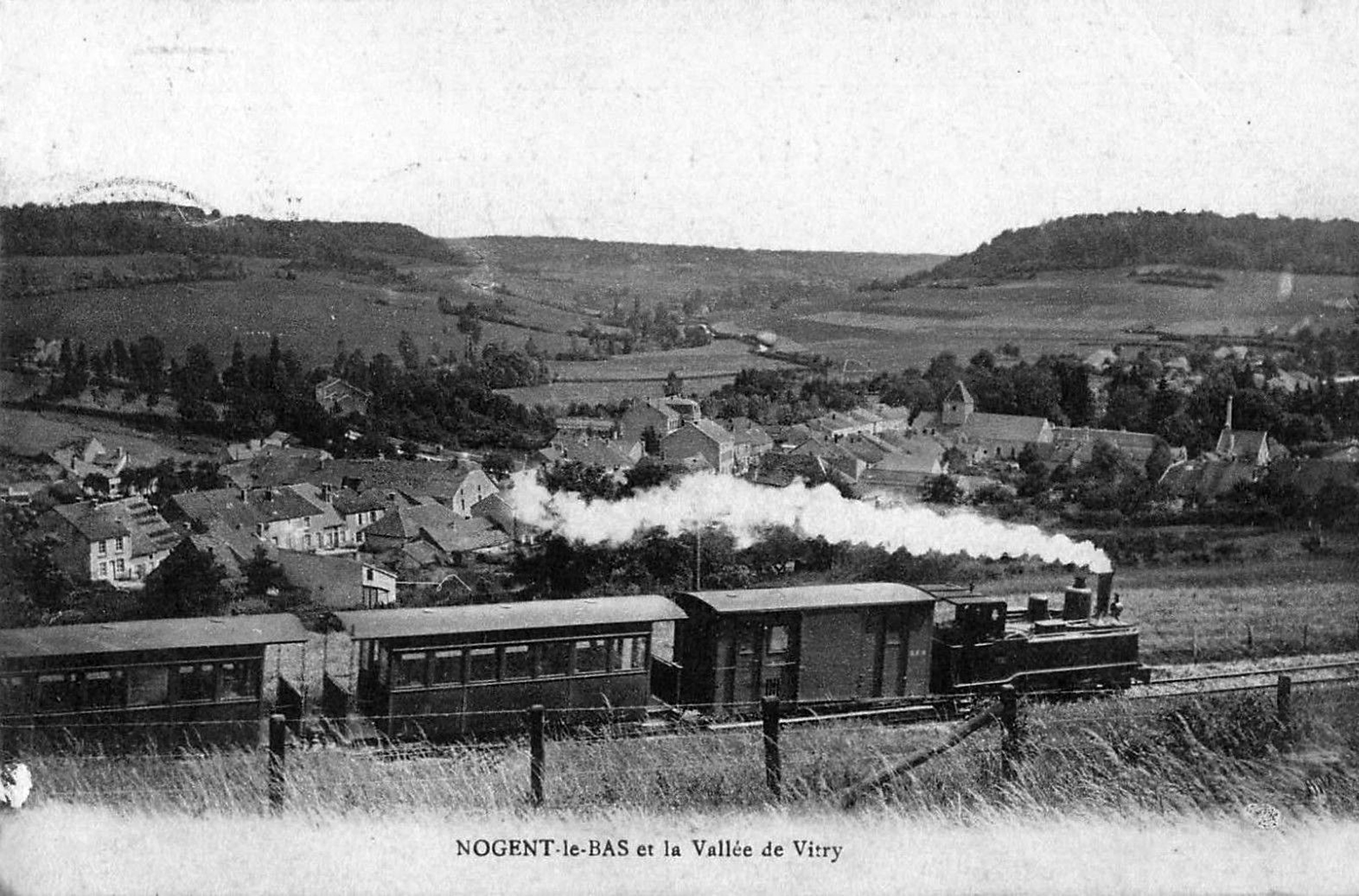
Un train à Nogent le Bas

Le Chemin de fer de Foulain à Nogent-en-Bassigny est un chemin de fer à voie métrique qui a fonctionné dans le département de la Haute-Marne entre 1904 et 1947. La concession est attribuée à Antonin Robinet et Eugène Perrin. Le 12 juillet 1901 la ligne est déclarée d'utitlité publique.

## La Ligne
- Foulain  -  Nogent-en-Bassigny, 12 km, ouverture le 1er mars 1904[3].

Le  dépôt et les ateliers étaient situés à Nogent-en-Bassigny.

## Gare de jonction
- Gare de Foulain avec la Compagnie des chemins de fer de l'Est.

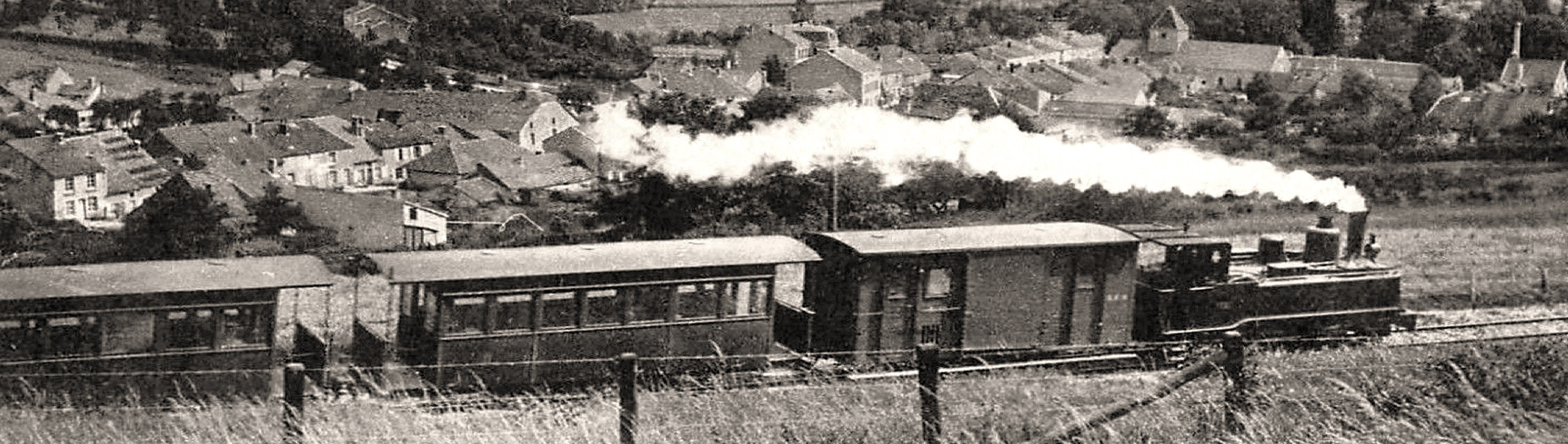
le TACOT de la ligne de Foulain à Nogent-en-Bassigny (1904 - 1947)
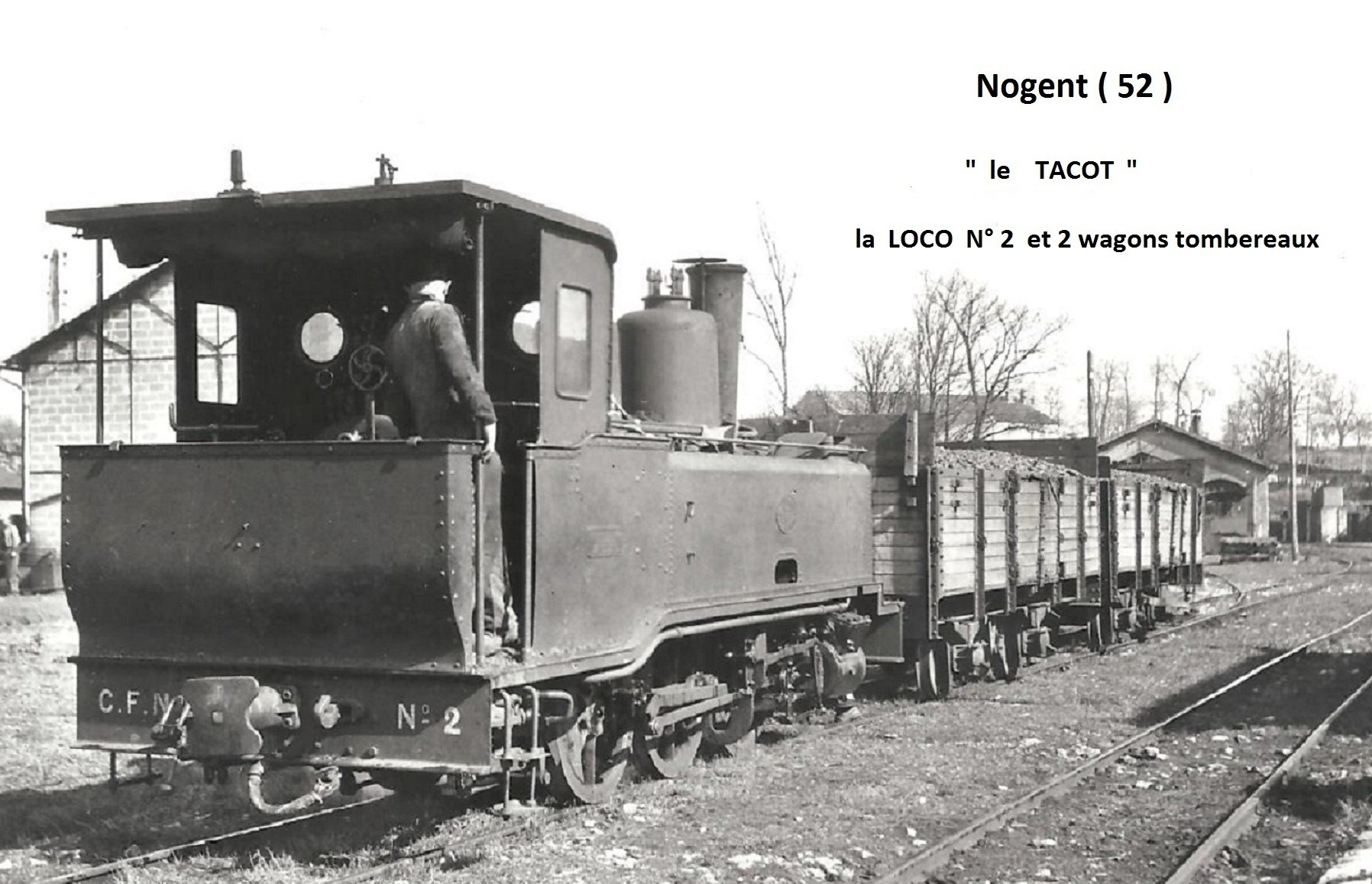
la  Locomotive (CORPET - LOUVE) et 2 wagons tombereaux au dépôt .
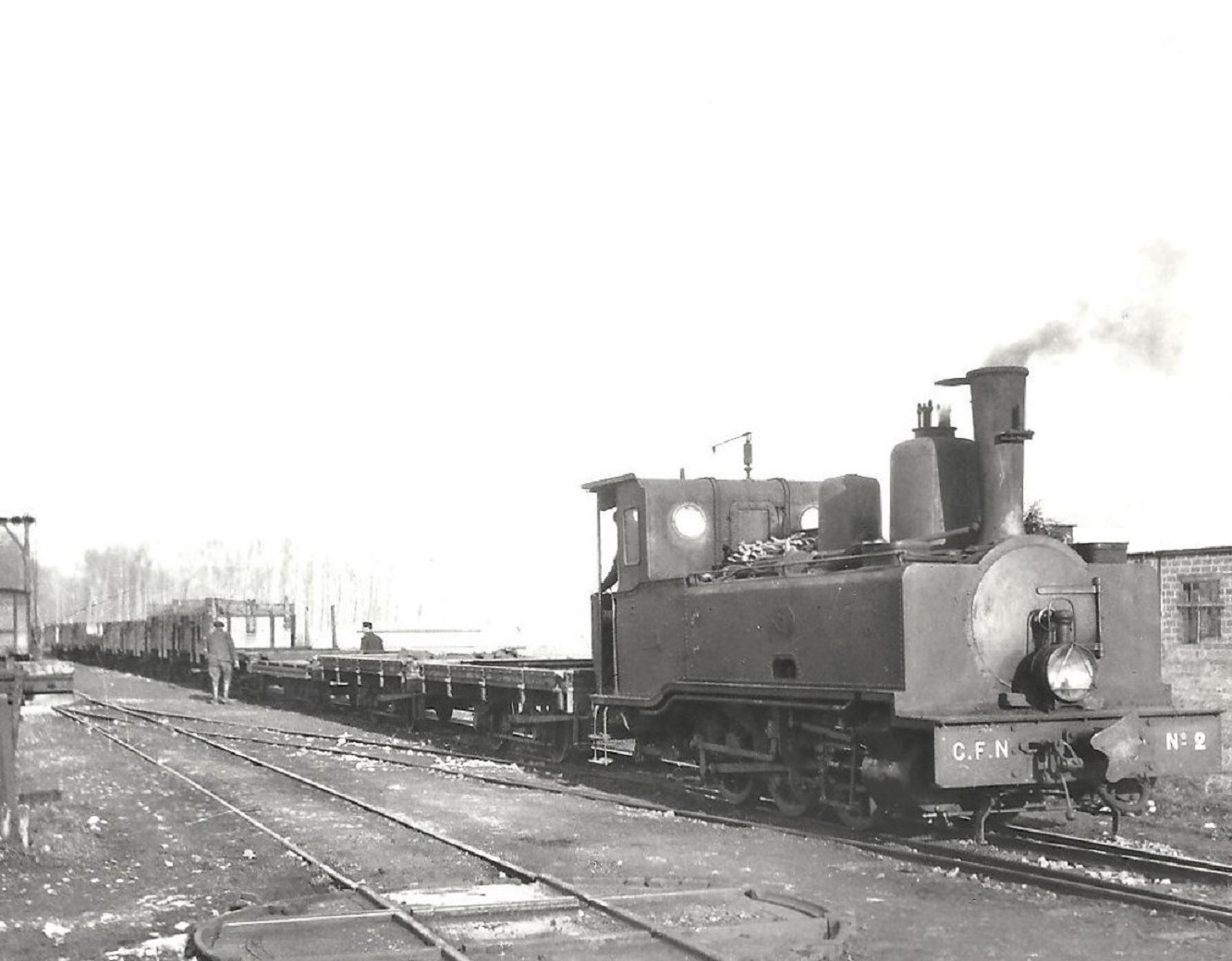
LE TACOT : manœuvres en gare de Foulain
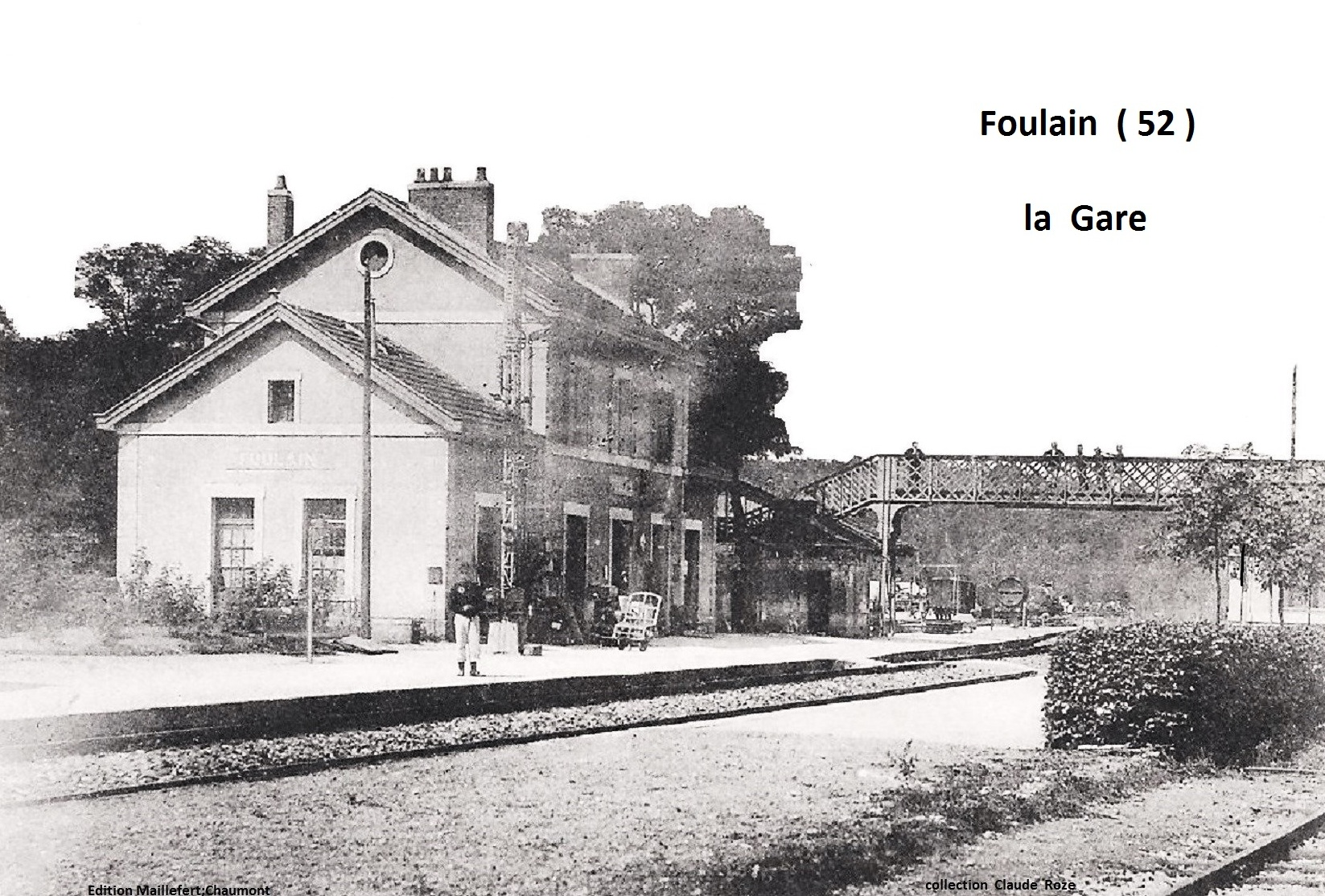
la Gare et sa passerelle en 1908